# Grotte de Los Emboscados
La grotte des Emboscados (la grotte des Embusqués, en français) est une grotte ornée et un site préhistorique situé à Matienzo, dans la commune de Ruesga, en Cantabrie, en Espagne,. Elle abrite quelques gravures pariétales datées du Magdalénien. Elle a été classée Bien d'intérêt culturel en 1997 (cote RI-55-0000574).

## Situation
Les épais dépôts calcaires du Crétacé dans la région ont conduit au développement d'un vaste réseau karstique formé de nombreuses cavités. La grotte des Emboscados est située entre les bassins des rivières Asón et Miera, sur le versant sud de la montagne dite Fuente Las Varas. Le chemin vers l'abri qui précède la grotte est difficile à repérer et la grotte difficile d'accès.

## Historique
La grotte était déjà connue des spéléologues quand, en 1975, L. Mills a trouvé une pierre taillée ou un nucléus dans la partie centrale de la grotte, ce qui a conduit à de premières fouilles. Par la suite, la grotte a notamment été incluse dans une étude publiée en 2010.

## Description
Un passage d'environ 12 mètres de long mène à une galerie intérieure presque droite avec une bifurcation étroite à gauche. À environ 125 m de l'entrée, sur une longueur d'environ 20 m, se trouve le panneau de gravures pariétales découvert par Peter Smith en 1979.

## Vestiges archéologiques
Sur la base de l'art pariétal et des vestiges trouvés, la grotte a probablement été occupée du Magdalénien supérieur à l'Âge du bronze.
On a trouvé dans la salle un amas de coquillages daté de l'Azilien ou du Mésolithique et, plus loin à l'intérieur, des restes humains et des céramiques du Néolithique. En 1991, on a trouvé des restes de poterie dans le vestibule de la grotte, ainsi qu'un tibia humain. Ces derniers vestiges ont été attribués à l’Âge du bronze.

## Art pariétal
Plusieurs gravures de quadrupèdes et séries de lignes et de taches rouges ont été répertoriées. Les figures les plus notables sont un cerf et une biche face à face, réalisés avec des lignes incisées très fines. Les figures peuvent être attribuées à une phase avancée du style IV d'André Leroi-Gourhan, qui se rattache au Magdalénien.

## Galerie

Gravures du Magdalénien
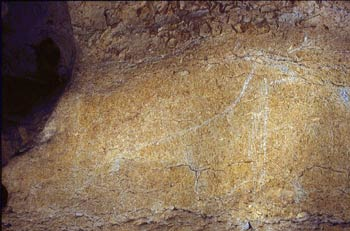
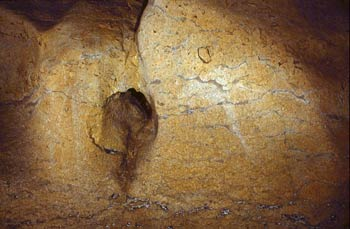